# INDUCKS
INDUCKS o Inducks è un progetto internazionale che fornisce un indice di circa 168.000 pubblicazioni a fumetti Disney. È distribuito con una sua licenza. Il nome era all'inizio un "falso acronimo", in seguito è stato trasformato in un acronimo vero e proprio (quello che gli anglofoni chiamano backronym o acronymization), seppur con diversi possibili significati: quello ufficiale è  International Network of Disney-Universe Comic Knowers and Sources.

## Catalogare i fumetti Disney
I primi tentativi di catalogare i fumetti Disney su vasta scala risalgono alla fine degli anni 1970 e all'inizio degli anni 1980. Tra i lavori più importanti ci sono una raccolta dei fumetti Disney pubblicata in Danimarca, una lista delle storie prodotte in Italia, una lista di strisce quotidiane e pagine domenicali statunitensi, un indice delle storie statunitensi Dell Disney e un indice di Carl Barks. Tutte queste liste includono sceneggiatori e disegnatori che erano in precedenza sconosciuti.
Nell'agosto 1992, Per Starbäck (dalla Svezia) creò la Disney Comics Mailing List. I membri contribuirono a liste dei fumetti Disney e dettero fonti per indici stampati. Nel maggio 1994, seguendo un suggerimento nato nella mailing list, Harry Fluks (dai Paesi Bassi) creò un database per organizzare le liste di fumetti, e lo chiamò Disney Comics Database.
Nel 1999, un membro tedesco suggerì il nome Inducks un misto fra "index" e "duck" (letteralmente "indice" e "papero", dal cognome inglese di Paperino: Donald Duck). Era scritto scherzosamente I.N.D.U.C.K.S. (ora Inducks) per imitare gli acronimi presenti nei fumetti delle Giovani Marmotte. Mentre gli amministratori dichiaravano che "I.N.D.U.C.K.S." non significava nulla, in seguito sono stati proposti vari significati, anche dagli amministratori stessi, incluso "Internet Database for Uncle Walt's Comics and Stories" (Indice Internet dei fumetti e delle storie di zio Walt), "International Network for Disney Universal Comic Knowledge and Sources" (Rete internazionale delle fonti e risorse dei fumetti universali Disney), e anche "Inducks: The Name for the Disney Universe Comics Knowledge System" (Inducks: il nome per il sistema delle risorse dei fumetti universali Disney).
Nel 2008 un seminario svoltosi ad Aalborg ha "ufficializzato" il significato International Network of Disney-Universe Comic Knowers and Sources
Negli anni è stata introdotta un'interfaccia di ricerca, il seguito replicata da un secondo motore di ricerca, il COA, nel 2001.

## Dettagli dei dati
Il database Inducks consiste in pubblicazioni, storie, personaggi e creatori e sono collegati da riferimenti incrociati. A ciascuna storia è assegnato un codice univoco così chi le ristampa (spesso da altri paesi) può trovare qualsiasi storia. Un grande numero di pubblicazioni Disney a fumetti è indicizzato nei seguenti paesi: Australia, Brasile, Danimarca, Italia, Finlandia, Francia, Germania, Paesi Bassi, Polonia, Spagna, Svezia, Norvegia e Stati Uniti. Tra i paesi con una significativa tradizione di fumetti Disney, gli indici di Grecia, Messico, Regno Unito e (ex-)Jugoslavia sono ancora molto incompleti.
Inducks integra precedenti studi e lavori di ricerca, con il permesso degli autori, così come proprie ricerche. Grazie ai contatti con i creatori, fornisce i crediti a storie anonime (o accreditate scorrettamente). In particolare, la maggior parte dei fumetti Disney non citavano gli autori fino alla fine degli anni 1980. Contiene anche informazioni su fumetti Disney mai pubblicati.
Oggi l'interfaccia principale dell'Inducks è un motore di ricerca, abbreviato COA, che è quotidianamente aggiornato con i dati Inducks, ed è disponibile in tredici lingue. Infatti il COA usa i dati Inducks, non è parte dell'Inducks stesso, ma consente agli utenti di navigare e cercare dati attraverso formati testuali difficilmente gestibili dall'utente. Ha anche altre funzionalità che non fanno parte dell'Inducks, come un sistema di gestione delle raccolte e un bug tracker.

## Uso come fonte e nelle pubblicazioni
Anche se parti del database sono state pubblicate su libri e riviste specializzate, Inducks è la fonte più usata dalle pubblicazioni di articoli riguardanti fumetti Disney.
L'Inducks è anche usato dagli editori Disney in tutto il mondo. È nominato come fonte da specialisti e citato da libri riguardanti i fumetti in genere. Una volta è stato criticato per essere un catalogo di dati piuttosto che un vero indice semantico.
Inducks talvolta ha dato origine ad incontri e manifestazioni sul fumetto in Italia, come a Lucca nel 1997 con Don Rosa e Marco Rota ed a Reggio Emilia nel 2007. Nel 2004, vinse il premio Internet da afNews, una associazione di disegnatori professionisti in Italia.